# Songy
Songy település Franciaországban, Marne megyében. Lakosainak száma 267 fő (2022. január 1.). Songy Saint-Martin-aux-Champs, Ablancourt, Cheppes-la-Prairie, Faux-Vésigneul, Pringy és Soulanges községekkel határos.

## Népesség
A település népessége az elmúlt években az alábbi módon változott:
| Lakosok száma | 344  | 286  | 299  | 269  | 268  | 266  | 263  | 265  | 270  | 267  |
|               | 1968 | 1982 | 1990 | 2006 | 2013 | 2015 | 2017 | 2019 | 2020 | 2022 |